# Amerohelea frontispina
Amerohelea frontispina är en tvåvingeart som först beskrevs av Dow och Turner 1976.  Amerohelea frontispina ingår i släktet Amerohelea och familjen svidknott. Inga underarter finns listade i Catalogue of Life.